# Carl Monssen
Carl Monssen (født 13. juli 1921, død 25. februar 1992) var en norsk roer fra Bergen, der sammen med sin bror Sigurd Monssen roede for Fana Roklubb.
Monssen vandt bronze i otter ved OL 1948 i London, sammen med Harald Kråkenes, Thorstein Kråkenes, Hans Hansen, Kristoffer Lepsøe, Halfdan Gran Olsen, Leif Næss, Thor Pedersen og styrmand Sigurd Monssen (hans bror). Nordmændene blev nummer to i deres indledende heat, men vandt derpå opsamlingsheatet og derpå deres semifinale. I finalen kunne ingen af de to øvrige både følge med USA, der vandt med næsten ti sekunders forspring til Storbritannien på andenpladsen, der var 3,4 sekunder foran de norske bronzevindere.

## OL-medaljer
- 1948:  Bronze i otter